# Scotinotylus gracilis
Espèce
Scotinotylus gracilis est une espèce d'araignées aranéomorphes de la famille des Linyphiidae.

## Distribution
Cette espèce se rencontre aux États-Unis en Californie et au Canada en Colombie-Britannique,.

## Description
La femelle holotype mesure 1,9 mm.

## Publication originale
- Millidge, 1981 : The erigonine spiders of North America. Part 3. The genus Scotinotylus Simon (Araneae: Linyphiidae). Journal of Arachnology, vol. 9, p. 167-213 (texte intégral).